# Sibenik (wieś)
Sibenik – wieś w Chorwacji, w żupanii bielowarsko-bilogorskiej, w gminie Veliki Grđevac. W 2011 roku liczyła 19 mieszkańców.